# Agrochola polybela
Agrochola polybela är en fjärilsart som beskrevs av Joseph de Joannis 1903. Agrochola polybela ingår i släktet Agrochola och familjen nattflyn, Noctuidae. Inga underarter finns listade i Catalogue of Life.